# Паріде Тумбурус
Паріде Тумбурус (італ. Paride Tumburus; 8 березня 1939, Аквілея — 23 жовтня 2015) — італійський футболіст, захисник, півзахисник. По завершенні ігрової кар'єри — футбольний тренер.
Як гравець насамперед відомий виступами за клуб «Болонья», а також національну збірну Італії.
Чемпіон Італії.

## Клубна кар'єра
У дорослому футболі дебютував 1959 року виступами за команду клубу «Болонья», в якій провів дев'ять сезонів, взявши участь у 200 матчах чемпіонату. Більшість часу, проведеного у складі «Болоньї», був основним гравцем команди. За цей час виборов титул чемпіона Італії.
Протягом 1968—1970 років захищав кольори команди клубу «Ланероссі».
Завершив професійну ігрову кар'єру у нижчоліговому клубі «Роверето», за команду якого виступав протягом 1970—1971 років.

## Виступи за збірну
1962 року дебютував в офіційних матчах у складі національної збірної Італії. Протягом кар'єри у національній команді, яка тривала усього 2 роки, провів у формі головної команди країни 4 матчі. У складі збірної був учасником чемпіонату світу 1962 року у Чилі.

## Кар'єра тренера
Розпочав тренерську кар'єру невдовзі по завершенні кар'єри гравця, 1972 року, очоливши тренерський штаб клубу «Порденоне». З невеликою перервою працював з цією командрю до 1975 року.

## Титули і досягнення
- Чемпіон Італії (1):

«Болонья»: 1963–64